# 男の世界 (1971年の映画)
『男の世界』（おとこのせかい）は、1971年に日活が石原プロモーションとの提携で製作した日本映画。長谷部安春監督。石原裕次郎は、久しぶりに日活らしさのあるアクション映画をやってみようかと、自ら企画し製作、この作品が石原にとって最後の日活映画出演となった。

## キャスト
- 紺野忠夫 -  石原裕次郎
- 茂木健三警部 - 宍戸錠
- 緒方修 - 沖雅也
- 西崎伸子 - 鳥居恵子
- 阿川竜吉 - 大滝秀治
- 白石剛 - 内田良平
- 大沢 - 武藤章生
- 北見 - なべおさみ
- 神吉陽一郎 - 菅原謙次
- ジョニー - チコ・ローランド
- 船田 - 川地民夫
- 青木 - 二瓶正也
- 安岡 -  玉川伊佐男
- 小高雄二
- 杉山俊夫

## スタッフ
- 監督 : 長谷部安春
- 脚本 : 中西隆三
- 製作 : 石原裕次郎、川野泰彦
- 原案 : 斎藤耕一
- 撮影 : 山崎善弘
- 音楽 : 鏑木創
- 助監督 : 白井伸明
- 主題歌 : 石原裕次郎 「胸の振り子」
- 挿入歌 : 石原裕次郎　「赤いハンカチ」、「夜霧よ今夜も有難う」

## 併映作品
- 『新座頭市・破れ!唐人剣』(大映製作作品)